# Io non spezzo... rompo
Io non spezzo... rompo è un film italiano del 1971 diretto da Bruno Corbucci.